# X-COM: Terror from the Deep
X-COM: Terror from the Deep (Chinees; 幽浮2：深海出擊) is een computerspel voor Microsoft Windows en PlayStation. Het spel kwam op 1 juni 1995 uitv voor PC DOS. Op 4 mei 2007 werd het spel door 2K Games op Steam uitgegeven (eerst alleen voor Windows XP, maar later ook voor Windows Vista). Een jaar later werd het uitgebracht voor 3DO en PlayStation. Het spel speelt zich af in 2039. Dertig jaar geleden zijn de aliens van de aarde verdreven. Onbekend was dat na de vernietiging van hun basis op Mars een tachyonstraal naar de zeebodem werd gestuurd. Hier ontwaakt zich langzaamaan een miljoenen jaren oude stad vol met aliens. De X-com moet deze aliens bestrijden. Het speelveld wordt isometrisch weergegeven.

## Platforms
| Jaar | Platform    |
| ---- | ----------- |
| 1995 | DOS         |
| 1996 | PlayStation |
| 2007 | Windows     |

Het spel maakte onderdeel uit van de volgende compilatiespellen:
| naam                      | jaar | uitgever           |
| ------------------------- | ---- | ------------------ |
| X-COM Collector's Edition | 1998 | MicroProse         |
| X-COM Collection          | 1999 | Hasbro Interactive |
| X-COM: Complete Pack      | 2008 | 2K Games           |
| 2K Huge Games Pack        | 2009 | 2K Games           |

## Ontvangst
| Beoordeeld door             | Platform    | Datum           | Score |
| --------------------------- | ----------- | --------------- | ----- |
| HonestGamers                | DOS         | 4 december 2005 | 100%  |
| Coming Soon Magazine        | DOS         | april 1995      | 95%   |
| Power Play                  | DOS         | april 1995      | 91%   |
| NowGamer                    | PlayStation | 1 december 1996 | 88%   |
| PC Games (Duitsland)        | DOS         | april 1995      | 87%   |
| PC Gamer                    | DOS         | juli 1995       | 82%   |
| Computer Gaming World (CGW) | DOS         | juli 1995       | 80%   |
| PC Player (Duitsland)       | DOS         | april 1995      | 74%   |
| GameSpot                    | DOS         | 1 mei 1996      | 72%   |
| GameStar (Duitsland)        | DOS         | september 1997  | 69%   |

Door Power Play werd het spel in februari 1996 uitgeroepen tot het beste strategiespel van het jaar 1995.